# 帆背腔吻鳕
帆背腔吻鳕（学名：Coelorhynchus velifer）为长尾鳕科腔吻鳕属的鱼类。分布于菲律宾南部棉老兰岛海区以及吕宋岛西南部外的南中国海等，属于水深246.9-446.2米的底层鱼类。其一般栖息于西太平洋热带。该物种的模式产地在中国海，吕宋岛西南。